# Aleksandr Básov
Aleksandr Vasílievich Básov, en ruso: Александр Васильевич Басов, (26 de febrero de 1912-Moscú, 15 de agosto de 1988) fue un diplomático y embajador ruso.

## Biografía
En 1938 se graduó en el Instituto Agrícola de Vologda. A partir de 1945 fue miembro del Partido Comunista de la Unión Soviética. Fue candidato de Ciencias Agrícolas, Profesor Asociado, embajador y en los convocatorias 5.º y 6.º diputado del Sóviet Supremo de la Unión Soviética.
Entre 1930 y 1954 fue investigador en el campo de ganadería en el Instituto de Microbiología, especialista en ganadería senior, director de la granja, investigador de la Estación de Investigación de Reproducción Animal, Jefe de Departamento, Decano, Director del Instituto Veterinario.
Entre 1954 y 1955 fue Secretario de la Comisión Regional de Rostov del PCUS. Entre 1955 y 1960 fue Presidente del Comité Ejecutivo del Consejo Regional de Rostov.BEntre 1960 y 1962 fue 1 ª secretario de la Comisión Óblast de Rostov del Partido Comunista.
Entre 1961 y 1976 fue miembro del Comité Central del PCUS, delegado XXII, XXIII y XXIV Congreso del PCUS. Entre 1962 y 1965 fue Asesor del Gobierno de Cuba en el ganado. Entre 1965 y 1971 fue Embajador Extraordinario y Plenipotenciario Embajador de la Unión Soviética en Rumania.
Entre 1971 y 1973 fue Embajador Extraordinario y Plenipotenciario de la URSS en Chile. Tras el golpe de Estado en Chile de 1973 las relaciones diplomáticas entre la Unión Soviética y Chile se rompieron.
Entre 1974 y 1975 fue miembro del aparato central del Ministerio de Asuntos Exteriores soviético. Entre 1975 y 1979 fue Embajador Extraordinario y Plenipotenciario de la URSS en Australia. Entre 1975 y 1980 fue Embajador Extraordinario y Plenipotenciario de la URSS en Fiyi en combinación.